# (4562) Poleungkuk
(4562) Poleungkuk est un astéroïde de la ceinture principale.

## Description
(4562) Poleungkuk est un astéroïde de la ceinture principale. Il fut découvert le 21 octobre 1979 à Nanking par l'observatoire de la Montagne Pourpre. Il présente une orbite caractérisée par un demi-grand axe de 2,47 UA, une excentricité de 0,14 et une inclinaison de 3,4° par rapport à l'écliptique.

## Compléments